# Andrés Marcos Burriel
Andrés Marcos Burriel y López (Buenache de Alarcón, province de Cuenca, 1719 - Cuenca, 1762) était un jésuite, historien, épigraphiste, auteur et éditeur espagnol, et l’une des figures éminentes des Lumières espagnoles.
Issu d’une famille aisée, il put faire des études au Collège impérial de Madrid, puis entamer en 1731 son noviciat au séminaire de jésuites, suivi d’études universitaires de théologie et de philosophie à Tolède et à Murcie. Il se lança ensuite dans la carrière d’enseignant et exerça à Madrid et à Alcalá de Henares. En 1749, sa renommée d’érudit s’étant propagée, Burriel fut placé sous l’autorité du père Francisco de Rávago, confesseur du roi et directeur de la Bibliothèque royale de Madrid, et sera peu après désigné par son ministre de tutelle José de Carvajal, sur ordre de l’Académie royale d'histoire et sur les instances du roi Ferdinand VI, pour diriger la Commission des archives, dont la mission consistait à collecter, puis à éditer, sous une forme critique, les minutes des conciles espagnols, les inscriptions lapidaires, les chroniques, les fors etc., et surtout à expurger dans les archives ecclésiastiques les documents se rapportant aux droits régaliens en vue de les exploiter comme éléments de preuve dans le contentieux qui opposait alors l’Église et la monarchie espagnole autour des prétentions curiales. Burriel dépêcha donc des personnes de confiance vers les différentes archives à travers toute l’Espagne en vue notamment de composer une Collection de droit espagnol ancien et moderne. Mettant en œuvre une méthodologie rigoureuse, ne rechignant pas à collationner « lettre à lettre et point par point » avec les pierres originales les copies faites avant lui, et dénonçant les lourdes erreurs se trouvant dans les principaux textes d’histoire juridique de l’Espagne publiés auparavant, il recueillit ainsi plus de 13 milliers de documents, dont plus de 4000 inscriptions lapidaires et plus de 2000 pièces numismatiques. Après avoir rempli cet office de 1750 à 1756, il dut consentir, à la suite d’une disposition arbitraire du nouveau secrétaire d’État, Ricardo Wall, à se dessaisir de tous les papiers produits par sa Commission et de les expédier à Madrid. Il reprit alors son parcours de professeur, enseignant la théologie à Tolède, puis la philosophie morale à Madrid, ce jusqu’en 1762, année où, gravement atteint de la tuberculose, il s’en retourna mourir dans sa province natale.
Il était en correspondance avec Gregorio Mayans et Enrique Flórez, et tenta à leurs côtés de redresser les aberrations de l’historiographie antérieure, laquelle avait falsifié l’histoire de l’Espagne pour accréditer certains événements du passé au bénéfice du pouvoir alors en place. En tant qu’éditeur, il publia et annota nombre d’ouvrages ou de manuscrits inédits, dont notamment une édition réorganisée et annotée du manuscrit Empresas Apostólicas du père Miguel Venegas, qui connut de multiples traductions. Dans le domaine juridique, il rédigea sur le Fuero Juzgo, qu’il prisait particulièrement, une étude approfondie qui sera publiée plusieurs décennies après sa mort.

## Biographie

### Formation et carrière d’enseignant
Andrés Marcos Burriel avait pour parents Ana López de Gonzalo et le médecin Miguel Burriel, et pour frère l’important juriste Pedro Andrés Burriel. La bonne situation de fortune de sa famille lui permit d’entreprendre en 1728 des études au Collège impérial de Madrid, et de commencer en 1731 son noviciat au séminaire de jésuites de la rue Ancha de San Bernardo, puis d’entrer au Séminaire des lettres humaines de Villarejo de Fuentes en 1733. Plus tard, il étudia la philosophie à l’université royale de Tolède en 1734, et la théologie à Murcie en 1739, pour ensuite exercer comme maître de grammaire à Tolède en 1742, comme professeur de philosophie au Collège impérial en 1745, comme directeur suppléant (surnuméraire) du Séminaire des nobles de Madrid en 1746, et enfin, en 1747, comme professeur de philosophie au Colegio Máximo de la Compañía à Alcalá de Henares, ville qui ne semble pas avoir été la destination initialement envisagée par Burriel, mais où, eu égard à sa santé fragile, atteinte par la tuberculose, il allait bénéficier d’une congé forcé de repos et de convalescence. C’est là qu’il rédigea le prologue du troisième tome d’España Sagrada d’Enrique Flórez, qui figure comme un véritable panégyrique de l’université d’Alcalá, objet d’une grande fierté pour lui en tant qu’historien, et qui comporte un commentaire sur chacun des auteurs issus de cet établissement, soit quelque 150 auteurs dans les matières les plus diverses.

### Directeur de la Commission des archives
Peu après, en 1749, Burriel fut placé sous l’autorité du père Francisco de Rávago, confesseur du roi et directeur de la Bibliothèque royale de Madrid, la future Bibliothèque nationale d'Espagne, mais ne recevra pas avant 1750 d’instructions concernant sa mission à venir. Il avait fait le vœu, s’il recouvrait la santé, de se rendre dans les missions d’évangélisation de Californie, compte tenu aussi que le climat de là-bas pourrait lui être bénéfique ; cependant, sa renommée d’érudit s’étant propagée, son ministre de tutelle José de Carvajal et Francisco de Rávago le désignèrent, sur ordre de l’Académie royale d'histoire et sur les instances de Ferdinand VI, pour diriger la Commission des archives, office qu’il allait remplir de 1750 à 1756. La mission de ladite Commission consistait à éditer, avec l’aide d’une équipe d’historiens comprenant l’influent Francisco Pérez Bayer, et sous une forme critique, les conciles espagnols, les inscriptions lapidaires, les chroniques, les fors, les bréviaires etc., et surtout à expurger par la même occasion dans les archives ecclésiastiques les documents se rapportant aux droits régaliens, afin de confondre la Curie romaine et de les exploiter comme éléments de preuve dans le litige qui opposait alors l’Église et la monarchie espagnole autour des droits régaliens de cette dernière, compte tenu que, quoique jésuite, Burriel était autant, sinon plus régaliste que Juan Francisco Masdeu lui-même. L’appui apporté par l’équipe gouvernementale d’alors, composée du marquis de la Ensenada, du secrétaire d’État José de Carvajal et du père Francisco de Rávago, confesseur du roi, faisait que le projet jouissait de la part des autorités de la faveur nécessaire, ce qui devait plus tard changer sensiblement avec l’avènement au pouvoir du ministre Ricardo Wall. Les efforts de Burriel tendaient principalement à lutter contre la superstition, le scolasticisme et l’histoire falsifiée du siècle précédent.
Dès avant que la Commission eut pris corps, et dans l’attente de sa nomination officielle, Burriel jeta sur le papier quelques notes et réflexions sur les moyens de stimuler une production intellectuelle apte à répondre aux préoccupations de l’époque, réflexions fortement tributaires de l’influence de Gregorio Mayans, avec qui il était en relation épistoliare depuis plusieurs années. Dans lesdites notes, Burriel envisageait la mise sur pied d’un Comité académique de jésuites choisis (en esp. Junta Académica de jesuitas escogidos) qui, avec siège provisoire dans les locaux du Collège impérial, se vouerait à la recherche et à la mise en œuvre d’un ambitieux programme de publications, toutes activités dont devait finalement résulter une amélioration de la méthode pédagogique. Dans le champ de la recherche en épigraphie, Burriel imaginait la création d’une galerie d’antiquités qui serait hébergée au siège même de la Junta, dans une belle galerie.
À la tête de sa Commission, Burriel dépêcha des personnes de sa confiance vers les différentes archives à travers toute l’Espagne. Bientôt, la Commission de reconnaissance des archives, qui comprenait bon nombre de juristes (dont son propre frère, qui était licencié en droit), s’appliqua à constituer une Collection de droit espagnol ancien et moderne — maître-livre que Burriel avait fait précéder d’une préparation méthodologique précise, en concevant un plan systématique de l’ouvrage —, mais décida de se concentrer uniquement sur la documentation portant sur la Castille-et-León. La commission sous la direction de Burriel copia en deux ans près de 2 000 documents, et fit acquisition de nombreux livres et documents, dont une bonne part forme la base de la section des manuscrits de la Bibliothèque nationale d’Espagne. Burriel, après analyse de ce matériel, conclut à une profonde ignorance chez ses prédécesseurs et mit le doigt sur les lourdes erreurs qui se trouvaient dans les principaux textes d’histoire juridique de l’Espagne publiés auparavant, mais pour l’heure se retint de publier tel quel le matériel rassemblé, se réservant d’étudier d’abord toutes les données pour arriver à ses propres conclusions en vue de leur ultérieure cristallisation dans des études critiques. Ses travaux toutefois seront paralysés à la mort de Carvajal en 1754 et par l’ultérieure chute d’Ensenada, qui entraîna l’évincement de Rávago en 1756 et la passage de Burriel sous l’autorité de Ricardo Wall, nouveau secrétaire d’État.
Dans le cadre de ce même mandat, Burriel accomplit entre 1749 et 1756 un périple au cours duquel il recueillit 13 664 documents, dont 4 134 inscriptions lapidaires et 2 021 pièces de monnaie. Une de ses premières tâches fut en 1750 de réorganiser les archives de l’église métropolitaine de Tolède, pour laquelle il se fit assister par Francisco Pérez Bayer. Comme épigraphiste, et en accord avec sa méthode herméneutique, Burriel était partisan d’une lecture directe et d’une transcription rigoureusement fidèle des textes épigraphiques — à telle enseigne qu’il déclara dans une lettre à José de Carvajal que « nous avons collationné à nouveau les copies avec les pierres originales lettre à lettre et point par point » —, pour qu’elles puissent, dans une deuxième phase, être correctement étudiées ; à cet effet, il était indispensable d’être en possession  des connaissances suffisantes de la langue dans laquelle elle se trouvent écrites, condition qui n’était pas remplie dans la plupart des cas chez les érudits espagnols ; aussi p. ex., se référant à Santiago Palomares, aura-t-il sujet à se plaindre de possibles imperfections dans la transcription d’une épigraphe médiévale, imputables à ce que le rapporteur ne maîtrisait pas le latin, ce qui obligea Burriel à aller de nouveau vérifier sur les originaux. Dans ses échanges épistolaires, Burriel évoqua plusieurs inscriptions espagnoles qu’il lui fut donné d’examiner lors de sa mission de révision des archives de Cuenca, notamment celles, au nombre de plus d’une vingtaine, qui avaient été décrites dans un manuscrit de 1627 de Francisco de Alarcón, Piedras de sepulcros romanos hallados en Valera de Arriba (littér. Pierres tombales romaines trouvées à Valera de Arriba) ; fidèle à ses principes méthodologiques, il s’en fut vérifier les transcriptions, les communiqua à Mayans, et les envoya également à Alexander Xavier Panel, aux soins de qui le roi avait confié sa collection numismatique, et qui intégra les épigraphes de Burruel dans son ouvrage De coloniae Tarraconae nummo Tiberium Augustum, Juliam augustam Caesaris augusti filiam, Tiberii uxorem, et Drusum Caesarem utriusque filium exhibente, ainsi qu’à Enrique Flórez, de qui il fut un important collaborateur et qui les inséra dans le tome huitième de son España Sagrada de 1752, puis encore à Luis José de Velázquez de Velasco, marquis de Valdeflores.
Cependant, par une disposition arbitraire du nouveau secrétaire d’État, Ricardo Wall, qui donna ordre d’expédier à Madrid tous les papiers produits par la commission de Burriel, l’ensemble de ses documents, copies, brouillons et notes passaient aux mains de la Bibliothèque nationale de Madrid, en dépit des protestations du savant, qui n’avait pu mettre la dernière main à ses feuillets ni parachever une partie de ses travaux ; la plupart étaient des copies de documents qu’il avait ordonné de réaliser dans les archives capitulaires de Tolède et dans d’autres archives.

### Dernières années
En 1756, il fut nommé titulaire de la chaire de théologie à l’université de Tolède, puis de celle de philosophie morale au Collège impérial à partir de 1760 et jusqu’à 1762, année où, gravement malade, il s’en retourna dans son village natal, où il mourut.
Il entretenait une correspondance active avec Gregorio Mayans, qui le tenait pour son meilleur ami. Dans la querelle à propos de l’évocation faite par Lorenzo Boturini d’un glorieux passé amérindien anéanti par le colonialisme espagnol, Burriel (et avec lui Mayans) apporta son soutien à l’auteur italien et s’efforça de lui assurer une prébende à la cour.
Burriel rédigea encore un Informe de la imperial ciudad de Toledo (littér. Rapport sur la ville impériale de Tolède, Madrid, 1758) et des Memorias para la vida del santo rey don Fernando III. En 1754, à l’instigation de Pedro Ignacio de Altamirano, il remit en ordre, remania (pour le mettre aux normes de l’historiographie contemporaine, notamment en amenuisant le rôle du surnaturel) et annota le manuscrit de 600 pages intitulé Empresas Apostólicas du père Miguel Venegas, projet dont la réalisation lui coûta deux années de travail ; le texte fut finalement imprimé et édité sous le titre de Noticia de la California y de su conquista temporal y espiritual en 1757 à Madrid (en 3 volumes in quarto), et bientôt traduit en de nombreuses langues, en particulier vers l’anglais (Londres, 1759) et le français (Paris, 1767).
L’intérêt de Burriel ne se limitait pas à exploiter l’épigraphie pour écrire l’histoire, son grand désir étant en effet de conserver les inscriptions lapidaires pour la postérité ; mais il lui manquait le pouvoir et les moyens : 

« L’Espagne est remplie de monuments romains qui se disloquent et se perdent. La Commission fera veiller les jésuites de toutes les villes et de tous les lieux principaux du royaume afin qu’ils les recueillent ; moi, je suis un pauvre homme sans pouvoir et sans autorité, et en dépensant à cela et en livres les rares sous que j’avais, je suis arrivé à réunir sans grande fougue plus de mille cinq cents monnaies romaines, dont j’ai donné beaucoup aux amis pour compléter des musées... J’ai deux grandes urnes romaines et d’autres curiosités, et si j’en avais eu le pouvoir, j’aurais transporté une grande quantité de pierres romaines, comme l’ont fait les Anglais avec un grand nombre [de celles-ci] de Cadix, de Carthagène et de Tarragone dans les dernières guerres et même en Grèce, en Asie et en Égypte. »

Dans le domaine des sources juridiques, Burriel s’était particulièrement pris de passion pour le Fuero Juzgo, qu’il étudia en profondeur ; de 1755 date un sien manuscrit portant une traduction espagnole de sa main, avec le relevé des concordances entre les lois que contient ce corpus législatif et les lois des différents conciles de la ville de Tolède, d’où il provenait. Le manuscrit, qui comporte de jolies illustrations, un prologue et d’importantes annotations, a été envoyé imprimer par l’Académie royale espagnole en 1815.

## Œuvres imprimées

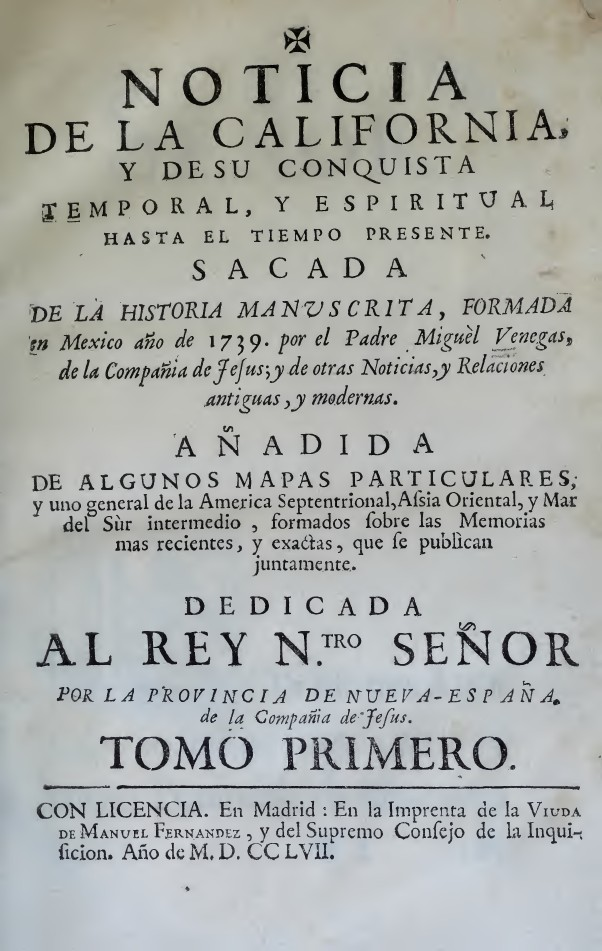
Page de titre de Noticia de la California de Miguel Venegas, refondu et édité par Andrés Marcos Burriel.

- Informe de la ciudad de Toledo al Consejo de Castilla sobre igualación de pesos y medidas, 1758.
- Noticia de la California, 1758.
- Memorias de San Fernando III, 1762.
- Derechos del marqués de Aguilar. Privilegios. Noticias de los Pachecos de Alarcón, Belmonte... Biblioteca Nacional m.s 13.124.
- Hechos de los españoles en el santo concilio de Trento, paru sous le nom du plagiaire José Goya y Muniain